# HMS Spiteful (P227)
Pour les autres navires du même nom, voir HMS Spiteful.
Le HMS Spiteful (numéro de coque P227) est un sous-marin de la troisième série d'unités de la classe S, construit pour la Royal Navy pendant la Seconde Guerre mondiale.

## Conception

Schéma d'un sous-marin de classe S.

Les sous-marins de la classe S ont été conçus pour patrouiller dans les eaux resserrées de la mer du Nord et de la mer Méditerranée. Les sous-marins de la troisième série de cette classe étaient légèrement plus grands et améliorés par rapport à la série précédente. Ces sous-marins avaient une longueur hors tout de 66,1 mètres, une largeur de 7,2 m et un tirant d'eau de 4,5 m. Leur déplacement était de 879 tonnes en surface et 1 006 tonnes en immersion. Les sous-marins de la classe S avaient un équipage de 48 officiers et matelots. Ils pouvaient plonger jusqu'à la profondeur de 90 m. 
Pour la navigation en surface, ces navires étaient propulsés par deux moteurs Diesel de 950 ch (708 kW), chacun entraînant un arbre et une hélice distincte. En immersion, les hélices étaient entraînées par un moteur électrique de 650 ch (485 kW). Ils pouvaient atteindre 15 nœuds (28 km/h) en surface et 10 nœuds (19 km/h) en plongée. Les sous-marins de la troisième série avaient une autonomie en surface de 6000 milles marins (11 000 km) à 10 nœuds (19 km/h), et en plongée de 120 milles (220 km) à 3 nœuds (5,6 km/h).
Ces navires étaient armés de sept tubes lance-torpilles de 21 pouces (533 mm). Une demi-douzaine de ces tubes étaient à l'avant, et il y avait un tube externe à l'arrière. Ils transportaient six torpilles de rechange pour les tubes d'étrave, et un total de treize torpilles. Douze mines pouvaient être transportées à la place des torpilles stockées à l’intérieur. Ils étaient également armés d'un canon de pont de 3 pouces (76 mm). Le HMS Spiteful était doté d'un canon antiaérien léger Oerlikon de 20 millimètres, dont on ne sait pas s'il est d'origine ou s'il a été ajouté plus tard. Les navires du troisième lot de la classe S étaient équipés d’un système ASDIC de type 129AR ou 138 et d'un radar d'alerte précoce de type 291 ou 291W.
Le P77 est construit aux chantiers navals Scotts à Greenock en Grande-Bretagne. Commandé le 2 septembre 1940, il est mis sur cale le 19 septembre 1941, lancé le 5 juin 1943, et mis en service le 6 octobre 1943. Il porte alors la marque de coque P227. Il prend le nom de HMS Spiteful (en français : méchant, malveillant, rancunier). Et de fait, son insigne représente un chat noir agressif, les oreilles baissées, une patte avant levée, prêt à attaquer.

## Engagements
La première patrouille opérationnelle du HMS Spiteful s’est déroulée dans l'Atlantique Nord, du 29 décembre 1943 au 12 janvier 1944. Il est ensuite rentré à Lerwick, îles Shetland, où une batterie a été remplacée et une hélice "chantante" a été réparée. Le HMS Spiteful a ensuite rejoint Ceylan, où il est arrivé en avril 1944. Il a été affecté à la 8e Flottille, soutenue par le HMS Maidstone. Le HMS Spiteful a effectué deux patrouilles, puis il a navigué vers Fremantle (Australie). Il a coulé un certain nombre de navires japonais à coups de canon, les 30 juin, 2 juillet et 14 décembre 1944.
Un autre incident a impliqué l'USS Gabilan, un sous-marin de la classe Gato. Le navire américain a failli ouvrir le feu sur le HMS Spiteful, avant de le reconnaître comme un navire ami. 
Le HMS Spiteful a bombardé des installations terrestres sur les îles Andaman et l'île Christmas. Il a effectué trois autres patrouilles de respectivement 34, 38 et 37 jours, totalisant ainsi 109 jours en mer. Ce sont les trois plus longues patrouilles effectuées par n'importe quel sous-marin de classe S (le Sirdar a atteint la durée de 49 jours), sans avoir la chance de rencontrer de nouvelles cibles. Il est retourné au Royaume-Uni en avril 1945 pour un carénage.

## En service français
Le HMS Spiteful a été prêté à la France, où il a servi de 1952 à 1958 sous le nom de Sirène (S615). 
Il est arrivé le 1er juillet 1963 à Faslane pour y être démantelé le 15 juillet 1963.